# Magnus Stenbock
Magnus Stenbock (født 1665, død 23. februar 1717) var en svensk greve, officer og embedsmand.
Magnus Stenbock blev født i Stockholm, sandsynligvis den 12. maj 1665 som søn af Gustaf Otto Stenbock og Christina Catharina De la Gardie (1632-1704). Han blev gift med Eva Magdalena Oxenstierna og fik elleve børn. Han døde i dansk krigsfangenskab den 23. februar 1717.
Han blev udnævnt til generalguvernør i Skåne i 1707. Under hans ledelse forbedredes forholdene i provinsen og korruptionen i forvaltningen blev bekæmpet. 
I november 1709 gik en dansk hær i land uden for Helsingborg i et sidste forsøg at generobre de tabte provinser på den skandinaviske halvø.
Magnus Stenbock førte den svenske hær til sejr i Slaget ved Helsingborg den 28. februar 1710. Det blev afgørende for krigens udfald, og slaget blev det sidste mellem danskere og svenskere om Skåne.
Som tak for sejren ved Helsingborg blev han af det svenske rigsråd udnævnt til feltmarskal, en udnævnelse som Karl XII nægtede at godkende. I stedet lod kongen ham tage plads i rigsrådet.
I 1712 besejrede han en dansk-saksisk hær i Slaget ved Gadebusch i Tyskland og blev i 1713 endelig udnævnt til feltmarskal.
I 1713 blev han omringet sammen med det svenske ekspeditionskorps i Tønning på halvøen Ejdersted i Sønderjylland og måtte kapitulere den 5. maj. Stenbock blev taget til fange og i 1714 sat i fæstningsarrest på Kastellet i København.
Stenbock havde også kunstneriske talenter. Selvportræt og digte fra fangenskabet er bevaret.
En rytterstatue (den eneste i Sverige af en ikke kongelig person) står på Stortorget i Helsingborg. Statuen blev udført i 1901 af professor John Börjeson.
I Helsingborg er et stort antal foreninger og firmaer, et indkøbscenter, en skole og en kirke opkaldt efter Stenbock. Et af Skånetrafikens pågatåg er også opkaldt efter ham.